# Шанана Гушмао
Шанана Гушмао (порт. Xanana Gusmão; Манатуто, 20. јун 1946) је премијер Источног Тимора од августа 2007. године до фебруара 2015. године. Претходно је вршио функцију председника од маја 2002. године до маја 2007. године.